# Francisca Pizarro Yupanqui

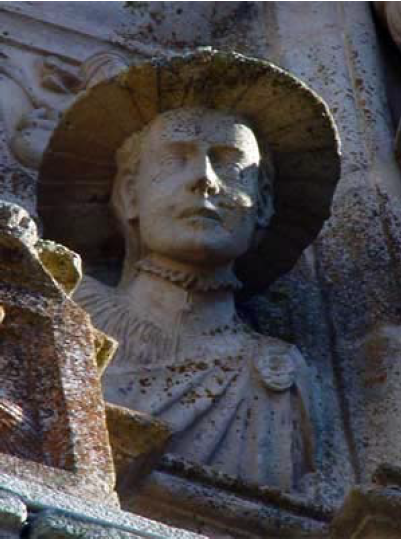
Büste von Francisca Pizarro Yupanqui im Palacio de la Conquista in Trujillo

Francisca Pizarro Yupanqui (* 28. Dezember 1534 in Jauja, Gouvernement Neukastilien; † 1598 in Trujillo, Spanien) war die Tochter des Conquistadoren Francisco Pizarro und der Inka-Prinzessin Inés Huaylas Yupanqui (Quispe Sisa). Sie gilt als erste Mestizin in Peru.

## Leben
Francisca Pizarro Yupanqui wurde am 28. Dezember 1534 als erste Tochter von Francisco Pizarro und Inés Huaylas Yupanqui geboren. Ihre Mutter Inés wurde als Quispe Sisa geboren und war eine Tochter des Sapa Inka Huayna Cápac. Ihr Halbbruder Atahualpa bot sie während seiner Gefangenschaft Francisco Pizarro als Frau an, um die Spanier zu beschwichtigen und freizukommen. Francisca hatte einen Bruder, Gonzalo, der 1544 starb. Durch ein königliches Dekret vom 12. Oktober 1537 wurden die beiden außerehelichen Kinder von Pizarro als legitime Nachkommen anerkannt.
1552 heiratete Francisca ihren Onkel Hernando Pizarro und lebte mit diesem in der Burg La Mota bei Medina del Campo, wo Pizarro wegen der Hinrichtung von Diego de Almagro in Haft saß. Nach neun Jahren wurde Pizarro freigelassen und er zog mit seiner Frau nach Trujillo in der Extremadura. Das Paar hatte fünf Kinder, von denen zwei jung in La Mota starben.
Nach dem Tod von Pizarro 1578 heiratete Francisca Pedro Arias Dávila Portocarretero. Im Alter von 63 Jahren starb sie in Trujillo.